# José Ferriz Llorens
José Ferriz Llorens (Algemesí, Valencia, 1913 – Buñol, Valencia, 2002) was een Spaans muziekpedagoog en dirigent.

## Leven
Ferriz Llorens studeerde aan het Conservatorio Superior de Música de Valencia bij José Manuel Izquierdo Romeu en Pedro Sosa. Later ging hij naar Parijs en studeerde viool bij André Touret en anderen, maar ook naar Hilversum bij Paul van Kempen en naar Siena, Italië, bij Ferdinand Leitner orkestdirectie.
Hij trad op als vioolsolist met kamerorkesten en met symfonieorkesten. Het Trio Ferriz werd door hem gesticht en maakt deel uit van het Cuarteto Valencia en van de Agrupación de Música de Cámara. Hij speelt ook soloviool of het concertino in kamerorkesten en met symfonieorkesten.
Van 1963 tot 1966 ging hij naar de Arabische Republiek Egypte en werd dirigent van het symfonisch orkest van Caïro. Toen hij terugkwam werd hij aansluitend hoofd van de afdeling orkestdirectie aan het Conservatorio Superior de Música de Valencia en van 1980 tot 1983 zelfs directeur. Van 1972 tot 1983 was hij ook dirigent van de Banda Municipal de Valencia. Verder dirigeerde hij andere banda's in de provincie Valencia, zoals van 1950 tot 1952 de befaamde Banda Sinfónica de Ateneo Musical y Enseñanza "Banda Primitiva" de Llíria, de Banda Sinfónica del "Centro Artístico" de Moncada, de Banda Sinfónica del Centro Instructivo Musical "La Armónica" de Buñol.

## Publicaties
- Institut Valencià d'Arts Escéniques, Cinematografia i Música: José Ferriz Llorens, memorias : 60 años de vida musical, Valencia. 2004. 288 p. ISBN 8448238052

- Biblioteca Nacional de España: XX1475669
- Virtual International Authority File: 16871951